# Wybory do Parlamentu Europejskiego w Luksemburgu w 2004 roku
Wybory do Parlamentu Europejskiego w Luksemburgu w 2004 roku zostały przeprowadzone 13 czerwca 2004. Do zdobycia było 6 mandatów, o które ubiegało się 7 partii politycznych.
| Nazwa partii                                  | Liczba głosów % | Liczba mandatów | Zmiana liczby mandatów |
| --------------------------------------------- | --------------- | --------------- | ---------------------- |
| Chrześcijańsko-Społeczna Partia Ludowa        | 37,1%           | 3               | +1                     |
| Luksemburska Socjalistyczna Partia Robotnicza | 22%             | 1               | -1                     |
| Zieloni                                       | 15%             | 1               | -                      |
| Partia Demokratyczna                          | 14,9%           | 1               | -                      |
| Alternatywna Demokratyczna Partia Reform      | 8%              | -               | -                      |
| Lewica                                        | 1,7%            | -               | -                      |
| Komunistyczna Partia Luksemburga              | 1,2%            | -               | -                      |
| Suma                                          | 100%            | 6               | -                      |